# El señor de La Salle
El señor de La Salle és una pel·lícula espanyola, dirigida per Luis César Amadori el 1964, protagonitzada per Mel Ferrer.

## Argumento
Biografia de Sant Joan Baptista de la Salle, on s'aprecien l'esforç i les penúries que aquest canonge de la noblesa va haver de superar per a poder oferir una educació universal i gratuïta als nens, la seva principal devoció, en temps de Lluís XIV.

## Repartiment
- Mel Ferrer	...	Joan Baptista de La Salle
- Enrique Diosdado	...	Pare de l'Abat Clement
- Manuel Alexandre	...	Abate Bricot
- Tomás Blanco	...	Oncle de La Salle
- José María Caffarel	...	Rogier
- Rafael Luis Calvo	...	Taberner
- Roberto Camardiel	...	Nyel
- Carlos Casaravilla	...	Mestre Soldat
- Antonio Casas	...	Fiscal
- Fernando Cebrián	...	Vuyart
- Antonio Ferrandis	...	Mestre Ravaillao
- María Francés	...	Mare Superiora
- Manuel Gil	...	Abat Clement
- José Guardiola	...	Carreter de Parmenia
- Mabel Karr	...	Maria de La Salle

## Premis
Rafael Rivelles va rebre el premi al millor actor secundari als Premis del Sindicat Nacional de l'Espectacle de 1964.